# Carnen
El Carnen es un río ficticio que pertenece al legendarium del escritor británico J. R. R. Tolkien. Está ubicado en el norte de la Tierra Media y conforma junto al Celduin un sistema fluvial importante como vía de comunicación y de comercio de la región de Rhovanion. Nace en las Colinas de Hierro y vuelca sus aguas hacia el sur para unirse al Celduin y juntos desembocar en el Mar de Rhûn.
Conocido en Lengua Común como Río Rojo su nombre es una traducción del Sindarin, compuesta por la palabra *Carn, una forma reducida de Caran, que significa “rojo”, raíz KARÁN y la palabra Nenque significa “agua”, raíz NEN. Este particular nombre quizá sea debido a que su nacimiento en las Colinas teñía sus aguas con mineral de hierro.
Desde la Primera Edad el río fue de vital importancia para el comercio Enano de las Colinas de Hierro y en sus márgenes habitaron muchos de los pueblos Edain, que no siguieron su marcha a Beleriand y que más tarde formaron los pueblos libres del norte y el reino de Rhovanion. Además hasta allí llegó la influencia del reino númenóreano de Gondor “(...) alcanzando las Tierras al este del Bosque, entre los ríos Celduin (Rápido) y Carnen (Aguas Rojas).”  